# 来龙乡 (潢川县)
来龙乡，是中华人民共和国河南省信阳市潢川县下辖的一个乡镇级行政单位。

## 行政区划
来龙乡下辖以下地区：
来龙村、夹塘村、府庙村、双楼村、时大营村、淮凤村、明星村、龙港村、谷洼村、王寨村、双湖村、胡棚村和刘小集村。